# Александровка (Воскресенский район)
Алекса́ндровка — опустевшая деревня в Воскресенском районе Нижегородской области. Входит в состав Владимирского сельсовета..

## География
Расположена была на берегу реки Зимарки в километре от д. Рассадино.

## История
В настоящее время этой деревни (Орловка — современное название) уже около 10 лет нет.

## Население
| 2002 | 2010 |
| ---- | ---- |
| 0    | →0   |